# Jairo Martínez (productor)
Jairo Martínez (Cartagena, 11 de febrero de 1957) es un productor y mánager de talento colombiano.

## Trayectoria
Jairo Martínez cursó en el Colegio San Carlos y sus estudios universitarios de Comercio internacional en la Universidad Jorge Tadeo Lozano de Cartagena. Desde muy temprana edad, y caracterizado por su carisma y simpatía participó como voluntario en eventos como el Festival de Cine de Cartagena, Festival de Música del Caribe y el Reinado Nacional de la Belleza. También participó en concursos de canto y baile, siempre destacándose en dichas actividades. Luego viajó a los Estados Unidos a un intercambio estudiantil en la ciudad de Pensacola, FL, donde cursó estudios de Relaciones Públicas en el Pensacola Junior College.
Jairo se muda a la ciudad de Miami donde trabaja en un restaurante limpiando mesas y accidentalmente empieza su carrera de relacionista público cuando los dueños descubrieron su capacidad para interactuar con los clientes al recibirlos en la puerta. Mientras trabajaba en el restaurante “Las Tapas” de Miami, empezó a trabajar en el ya legendario nightclub Casablanca. En dicho restaurante conoce a Ángela Carrasco y a Chayanne con los cuales empieza a trabajar.
Después de trabajar para Sony Music donde se involucró de tiempo completo con artistas de fama internacional como Emilio y Gloria Estefan, Ricky Martin, Marc Anthony, Jennifer Lopez, Gilberto Santa Rosa y Víctor Manuel, para nombrar solo algunos, y al mismo tiempo empieza con un programa de televisión por la cadena Telemundo llamado “Rumba y Relajo” donde cubría notas con los artistas y actividades nocturnas en diferentes ciudades de los Estados Unidos. Su vida toma un rumbo nuevo cuando conoce a Shakira, y la de ella también. Jairo la introduce con Emilio Estefan para que produzcan su nuevo disco y a partir de este momento la carrera de Shakira se dispara a nivel internacional. Jairo se convierte en director de promociones y relacionista público de Estefan Enterprises donde no solo se encargaba de los artistas de la casa musical, sino también de los restaurantes y clubes de Emilio y Gloria. Durante este tiempo Jairo crea su compañía I Resolve, la cual se ha encargado de promocionar artistas de gran calidad internacional.
En 2011 regresa a Colombia, donde es jurado con Amparo Grisales y Luz Amparo Álvarez en el programa musical colombiano Yo me llamo.

## Vida personal
En la revista Vea Martínez aseguró ser bisexual, si bien dijo esas palabras al periodista sin intención de que se publicaran y posteriormente mostró su indignación porque consideraba que no habían respetado los términos en los que se pactó la entrevista:

Les abrí mi alma y me hicieron una encerrona, mi concepto de equidad de género me lo volvieron una preferencia sexual. El amarillismo se pasa por el forro la integridad personal, me prometieron que no se meterían con lo que no quería que se enfocaran.